# Diocèse du Mans
Le diocèse du Mans (en latin : dioecesis Cenomanensis) est une Église particulière de l'Église catholique en France. Il couvre le département de la Sarthe.
Il a été érigé canoniquement au Ve siècle.
Depuis le 3 avril 2023, Jean-Pierre Vuillemin est évêque du Mans.

## Caractéristiques
Le saint patron du diocèse est saint Julien. Les patrons secondaires sont les martyrs saints Gervais et Protais. Parmi les saints vénérés se trouvent les martyrs Peregrinus, Marcoratus et Viventianus ainsi que les ermites Leonard, Ulphace et Gault.
88 prêtres résidentent dans le diocèse, 56 sont en activité.
L’enseignement catholique du diocèse du Mans est constitué de 95 établissements catholiques accueillant plus de 20 000 élèves.

## Histoire

### Origine du diocèse
Le diocèse du Mans fut, selon les actus pontificum cenomannis (Actes des évêques du Mans), créé par saint Julien dans l’ancienne Vindunum, avec ses disciples Thuribe et Pavace qui furent à eux trois les premiers évangélisateurs de la région. Saint Julien fut ensuite considéré comme le premier évêque de la ville du Mans.
Nous ne savons que peu de choses de la vie de Saint-Julien étant donné que les premiers documents faisant cas de son existence nous viennent des Gestes du seigneur Julien, premier évêque de la ville ainsi que des Vita Iuliani BHL 4545 et Vita Iuliani BHL 4546 décrivant le saint comme un des disciples de Pierre et datant du IXe siècle. Cependant, un écrit plus tardif s'oppose à ce récit. En effet, la Vie de saint Julien du Mans de Létald de Micy BHL 4544 du XIe siècle, nous montre saint Julien comme un évangélisateur du IIIe siècle envoyé par le pape au même titre que les sept évêques envoyés en Gaule décrit par Grégoire de Tours dans son Histoire des Francs. La figure de saint Julien reste donc complexe et controversée. Malgré tout, nous avons dans le Testament de l’évêque Bertrand de 616 une mention d’une « basilique de l'évêque Julien » ce qui peut laisser penser à l’existence d'un Julien, bien que la mention reste sujette à interprétation.
Le diocèse semble se constituer au Ve siècle sous l'épiscopat de Victeur, premier évêque attesté historiquement du Mans.  
Depuis 836, le diocèse est jumelé à celui de Paderborn, en Allemagne.

### Sous l'Ancien régime
Sous l'Ancien régime, le diocèse du Mans s'étendait sur tout le Maine, c'est-à-dire le domaine de l'actuelle Sarthe, et au-delà.
Dans le détail, le diocèse du Mans comprenait :

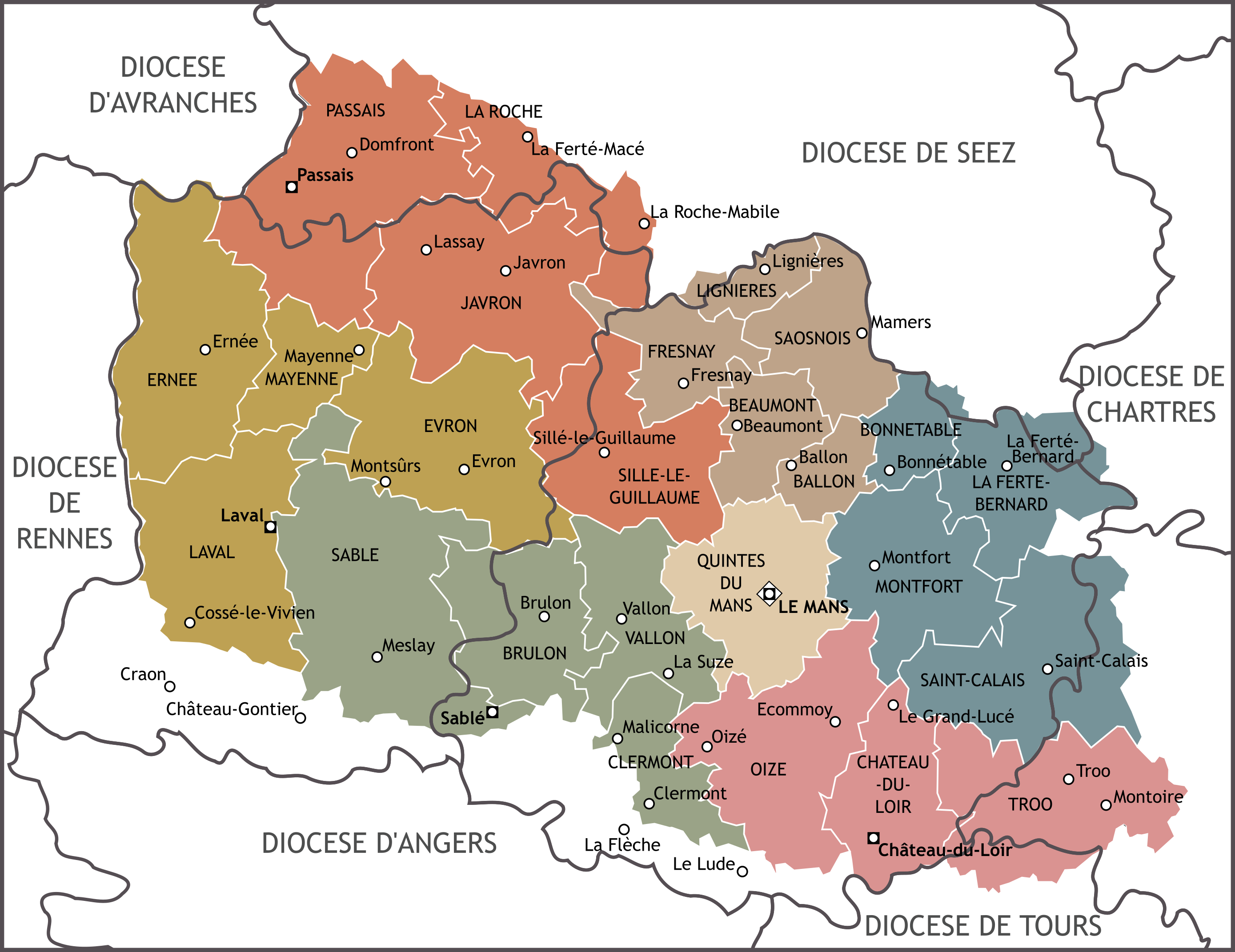
Ancien diocèse du Mans avant 1790.

- Toute la Sarthe sauf les communes suivantes (paroisses de l'Anjou) :

Arthezé, Bazouges-sur-le-Loir, Bousse, Chenu, Courtillers, Cré-sur-Loir, Créans (Clermont-Créans : Clermont faisait partie du Diocèse), Crosmières, Dissé-sous-le-Lude, Dureil, La Bruère-sur-Loir, La Chapelle-aux-Choux, La Chapelle-d'Aligné, La Flèche, Le Bailleul, Le Lude, Louailles, Melleray, Montmirail, Notre-Dame-du-Pé, Parcé-sur-Sarthe, Pincé, Précigné, Saint-Germain-d'Arcé, Savigné-sous-le-Lude, Thorée-les-Pins, Villaines-sous-Malicorne et Vion.
- Toute la Mayenne sauf les communes suivantes (paroisses de l'Anjou) :

Ampoigné, Argenton-Notre-Dame, Athée, Azé, Ballots, Bazouges, Bierné, Bouchamps-lès-Craon, Brains-sur-les-Marches, Château-Gontier, Chatelain, Chemazé, Chérancé, Congrier, Coudray, Craon, Cuillé, Daon, Denazé, Fontaine-Couverte, Gastines, La Boissière, La Chapelle-Craonnaise, La Roë, La Rouaudière, La Selle-Craonnaise, Laigné, Laubrières, Livré, Loigné-sur-Mayenne, Marigné-Peuton, Mée, Ménil, Méral, Niafles, Peuton, Pommerieux, Renazé, Saint-Aignan-sur-Roë, Saint-Denis-d'Anjou, Saint-Erblon, Saint-Fort, Saint-Laurent-des-Mortiers, Saint-Martin-du-Limet, Saint-Michel-de-Feins, Saint-Michel-de-la-Roë, Saint-Poix, Saint-Quentin-les-Anges, Saint-Saturnin-du-Limet, Senonnes et Simplé.
- La commune d'Eure-et-Loir suivante :

Saint-Bomer
- Les communes d'Indre-et-Loire suivantes :

Chemillé-sur-Dême, Epeigné-sur-Dême, Les Hermites et Marray.
- Les communes de Loir-et-Cher suivantes

Ambloy, Artins, Baillou, Bonneveau, Cellé, Couture-sur-Loir, Fontaine-les-Coteaux, Fortan, Houssay, Huisseau-en-Beauce, Lavardin, Les Essarts, Les Hayes, Les Roches-l'Évêque, Lunay, Marcilly-en-Beauce, Montoire-sur-le-Loir, Montrouveau, Saint-Arnoult, Saint-Georges-du-Bois, Saint-Jacques-des-Guérets, Saint-Martin-des-Bois, Saint-Pierre-du-Bois, Saint-Rimay, Sargé-sur-Braye, Sasnières, Savigny-sur-Braye, Souday, Sougé, Ternay, Thoré-la-Rochette, Tréhet, Troo, Villavard, Villedieu-le-Château et Villiersfaux.
- Les communes de l'Orne suivantes :

Antoigny, Avrilly, Bagnoles-de-l'Orne (commune créée en 1913), Banvou, Beaulandais, Bellou-le-Trichard, Ceaucé, Ceton, Champsecret, Ciral, Couterne, Domfront, Dompierre, Gandelain, Geneslay, Haleine, Héloup, Juvigny-sous-Andaine, L'Épinay-le-Comte, La Baroche-sous-Lucé, La Chapelle-d'Andaine, La Coulonche, La Ferrière-aux-Étangs, La Ferté-Macé, La Haute-Chapelle, La Motte-Fouquet, La Roche-Mabile, La Sauvagère, Lalacelle, Landivy, Lonlay-l'Abbaye, Loré, Lucé, Magny-le-Désert, Mantilly, Méhoudin, Passais, Perrou, Pouvrai, Rouellé, Saint-Bômer-les-Forges, Saint-Brice, Saint-Denis-de-Villenette, Saint-Fraimbault, Saint-Germain-du-Corbéis, Saint-Gilles-des-Marais, Saint-Mars-d'Égrenne, Saint-Maurice-du-Désert, Saint-Michel-des-Andaines, Saint-Ouen-le-Brisoult, Saint-Patrice-du-Désert, Saint-Roch-sur-Egrenne, Saint-Siméon, Sept-Forges, Tessé-Froulay, Tessé-la-Madeleine et Torchamp.

### Depuis la Révolution
Après la Révolution française, le diocèse du Mans correspond aux territoires des départements de la Sarthe et de la Mayenne.
Le 30 juin 1855, le diocèse de Laval est créé par démembrement du diocèse du Mans, réduisant celui-ci au territoire de la Sarthe.

### XXesiècle
En 1988, le diocèse a vu se dérouler un synode diocésain.
À la suite de Traditionis custodes, l'église de Montmirail a vu une polémique autour de la suppression de la messe célébrée dans l'ancien rite, en 2022. La messe est finalement maintenue, célébrée par l'Institut du Bon-Pasteur.
Depuis le 1er septembre 2022, le diocèse du Mans est organisé en 9 secteurs missionnaires, chacun composé d’un ou plusieurs ensembles paroissiaux, auxquels les paroisses se trouvent rattachées : Le Mans ville, Le Mans-Ouest, Le Mans-Est, Le Mans-Sud, Nord, Ouest, Est, Centre-Sud, La Vallée-du-Loir et Sud-Ouest.
En 2023, Jean-Pierre Vuillemin est installé comme évêque du Mans. Il succède à Yves Le Saux.

## Abus sexuels
Le prêtre Max de Guibert est condamné le 18 janvier 2021 à trois ans de réclusion criminelle par le tribunal correctionnel du Mans pour avoir agressé sexuellement des enfants. Le 19 décembre 2022, le Dicastère pour la Doctrine de la foi l'interdit de tout ministère paroissial,.

## Saints et saintes du diocèse
- Gervais et Protais, Ier siècle
- Julien du Mans, IIIe siècle
- Scholastique de Nursie, Ve siècle
- Sainte Ada, VIIe siècle
- Théodore Guérin, XVIIIe siècle